# Surat Thani (província)
Surat Thani é uma província da Tailândia. Sua capital é a cidade de Surat Thani.